# ایشاعیاهو شواگر
ایشاعیاهو شواگر (به انگلیسی: Yisha'ayahu Schwager) مدافع اهل اسرائیل است که از سال ۱۹۶۶ تا ۱۹۷۴ میلادی عضو تیم ملی فوتبال اسرائیل بوده و در ۳۷ بازی ملی حضور داشته است.